# Lettland i olympiska vinterspelen 1998
Lettland deltog med 29 deltagare vid de olympiska vinterspelen 1998 i Nagano. Ingen av landets deltagare erövrade någon medalj.